# Hybalus parvicornis
Hybalus parvicornis är en skalbaggsart som beskrevs av Lucas 1855. Hybalus parvicornis ingår i släktet Hybalus och familjen Orphnidae. Inga underarter finns listade i Catalogue of Life.